# Kecskés Alexisz
Kecskés Alexisz (Pécs, 1994. február 24. –) magyar színész.

## Életpályája
1994-ben született. Édesanyja görög származású. A pécsi Koch Valéria Kéttannyelvű Gimnáziumban érettségizett, majd nemzetközi tanulmányokat folytatott. Tízenévesen eljátszotta a Pécsi Nemzeti Színházban a Twist Olivér címszerepét. A Janus Egyetemi Színházban ismerkedett meg a színészet alapjaival. 2017-2022 között a Kaposvári Egyetem színművész szakán tanult. 2022-2025 között a Pécsi Nemzeti Színház tagja volt.

## Színházi szerepei

### Pécsi Nemzeti Színház
- Médeia - Aigeusz, Athén királya
- A Nagymama - Kálmán, Örkényi rokona
- Az üvegcipő - Írnok
- Valahol Európában - Ficsúr
- Ö.K.Ö.R. II.
- A mumus - Marci
- Vészhelyzetben - Leslie
- Pán Péter - Iker1
- Lúdas Matyi - Lúdas Matyi